# Uşak (település)
Uşak város Törökországban, Usak tartományban. A települést a 11. században szeldzsuk törökök alapították. Két alkalommal majdnem teljesen porrá égett a török város, tűzvész pusztított. Csak az Ulu-dzsámi maradt meg a tanács előtti téren a Belediye Meydaninnál. A Belediye Meydanint 1220-ban szeldzsukok emelték. Kupolája 10 méteres átmérőjű, imafülkéje is van. A dzsámi minaretje jobboldalt épült meg.

## Külső hivatkozások
- Uşak (Törökország)